# Distretto di Bajancagaan (Bajanhongor)
Il distretto di Bajancagaan è uno dei venti distretti (sum) in cui è suddivisa la provincia di Bajanhongor, in Mongolia. Conta una popolazione di 3.599 abitanti (censimento 2006). 